# The Inquisition
The Inquisition è il terzo album del gruppo musicale svedese power metal degli
Axenstar, pubblicato dall'etichetta discografica spagnola Arise Records nel 2005.

## Tracce
1. The Fallen One
2. Under Black Wings
3. Salvation
4. Inside Your Mind
5. Daydreamer
6. Drifting
7. The Burning
8. Run or Hide
9. The Sands of Time
10. Imaginary World (bonustrack per il Giappone)

## Formazione
- Magnus Eriksson - voce, tastiere
- Thomas Eriksson - chitarra
- Peter Johansson - chitarra
- Magnus Ek - basso
- Pontus Jansson - batteria